# Payola (Desaparecidos)
Payola è il secondo album in studio del gruppo musicale statunitense Desaparecidos, pubblicato nel 2015.

## Tracce
1. The Left is Right – 2:25
2. The Underground Man – 2:24
3. City on the Hill – 3:09
4. Golden Parachutes – 2:03
5. Radicalized – 2:49
6. MariKKKopa – 2:46
7. Te Amo Camila Vallejo – 3:38
8. Ralphy's Cut – 3:22
9. Backsell – 3:13
10. Slacktivist – 2:54
11. Search the Searches – 2:31
12. 10 Steps Behind – 2:58
13. Von Maur Massacre – 2:26
14. Anonymous – 3:44

## Formazione
- Conor Oberst - voce, chitarra
- Denver Dalley - chitarra
- Ian McElroy - tastiera
- Landon Hedges - basso, voce
- Matt Baum - batteria